# Grand Prix Węgier 2009
Wyniki Grand Prix Węgier, dziesiątej rundy Mistrzostw Świata Formuły 1 w sezonie 2009.

## Wyniki

### Sesje treningowe
| Sesja | Nr | Kierowca          | Konstruktor      | Czas     | Okr. |
| ----- | -- | ----------------- | ---------------- | -------- | ---- |
| 1     | 2  | Heikki Kovalainen | McLaren-Mercedes | 1:22.278 | 21   |
| 2     | 1  | Lewis Hamilton    | McLaren-Mercedes | 1:22.079 | 36   |
| 3     | 1  | Lewis Hamilton    | McLaren-Mercedes | 1:21.009 | 19   |

### Kwalifikacje
| Poz. | Nr | Kierowca             | Konstruktor          | Q1       | Q2       | Q3       | Poz. s. |
| --- | --- | -------------------- | -------------------- | -------- | -------- | -------- | ------- |
| 1 | 7 | Fernando Alonso      | Renault              | 1:21.313 | 1:20.826 | 1:21.569 | 1       |
| 2 | 15 | Sebastian Vettel     | Red Bull-Renault     | 1:21.178 | 1:20.604 | 1:21.607 | 2       |
| 3 | 14 | Mark Webber          | Red Bull-Renault     | 1:20.964 | 1:20.358 | 1:21.741 | 3       |
| 4 | 1 | Lewis Hamilton       | McLaren-Mercedes     | 1:20.842 | 1:20.465 | 1:21.839 | 4       |
| 5 | 16 | Nico Rosberg         | Williams-Toyota      | 1:20.793 | 1:20.862 | 1:21.890 | 5       |
| 6 | 2 | Heikki Kovalainen    | McLaren-Mercedes     | 1:21.659 | 1:20.807 | 1:22.095 | 6       |
| 7 | 4 | Kimi Räikkönen       | Ferrari              | 1:21.500 | 1:20.647 | 1:22.468 | 7       |
| 8 | 22 | Jenson Button        | Brawn-Mercedes       | 1:21.471 | 1:20.707 | 1:22.511 | 8       |
| 9 | 17 | Kazuki Nakajima      | Williams-Toyota      | 1:21.407 | 1:20.570 | 1:22.835 | 9       |
| 10 | 3 | Felipe Massa         | Ferrari              | 1:21.420 | 1:20.823 | [ 1 ]    | NW      |
| 11 | 12 | Sébastien Buemi      | Toro Rosso-Ferrari   | 1:21.571 | 1:21.002 | -        | 10      |
| 12 | 9 | Jarno Trulli         | Toyota               | 1:21.416 | 1:21.082 | -        | 11      |
| 13 | 23 | Rubens Barrichello   | Brawn-Mercedes       | 1:21.558 | 1:21.222 | -        | 12      |
| 14 | 10 | Timo Glock           | Toyota               | 1:21.584 | 1:21.242 | -        | 13      |
| 15 | 8 | Nelson Piquet Jr.    | Renault              | 1:21.278 | 1:21.389 | -        | 14      |
| 16 | 6 | Nick Heidfeld        | BMW Sauber           | 1:21.738 | -        | -        | 15      |
| 17 | 21 | Giancarlo Fisichella | Force India-Mercedes | 1:21.807 | -        | -        | 16      |
| 18 | 20 | Adrian Sutil         | Force India-Mercedes | 1:21.868 | -        | -        | 17      |
| 19 | 5 | Robert Kubica        | BMW Sauber           | 1:21.901 | -        | -        | 18      |
| 20 | 11 | Jaime Alguersuari    | Toro Rosso-Ferrari   | 1:22.359 | -        | -        | 19      |
| Poz. | Nr | Kierowca             | Konstruktor          | Q1       | Q2       | Q3       | Poz. s. |
| \| Legenda \| Legenda \| \| ------------------------ \| ---------------------------------------------------------------------------------------------------------------------------------------------------------------------------------------------------------------------------------------------------------------- \| \| Poz. Nr Q1 Q2 Q3 Poz. s. \| Pozycja zajęta w sesji kwalifikacyjnej Numer startowy kierowcy Wynik uzyskany w pierwszej części kwalifikacji Wynik uzyskany w drugiej części kwalifikacji Wynik uzyskany w trzeciej części kwalifikacji Pozycja startowa po uwzględnięniu kar, przesunięć, itp. \| | |                      |                      |          |          |          |         |
| Legenda | |                      |                      |          |          |          |         |
| Poz. Nr Q1 Q2 Q3 Poz. s. | Pozycja zajęta w sesji kwalifikacyjnej Numer startowy kierowcy Wynik uzyskany w pierwszej części kwalifikacji Wynik uzyskany w drugiej części kwalifikacji Wynik uzyskany w trzeciej części kwalifikacji Pozycja startowa po uwzględnięniu kar, przesunięć, itp. |                      |                      |          |          |          |         |

### Wyścig

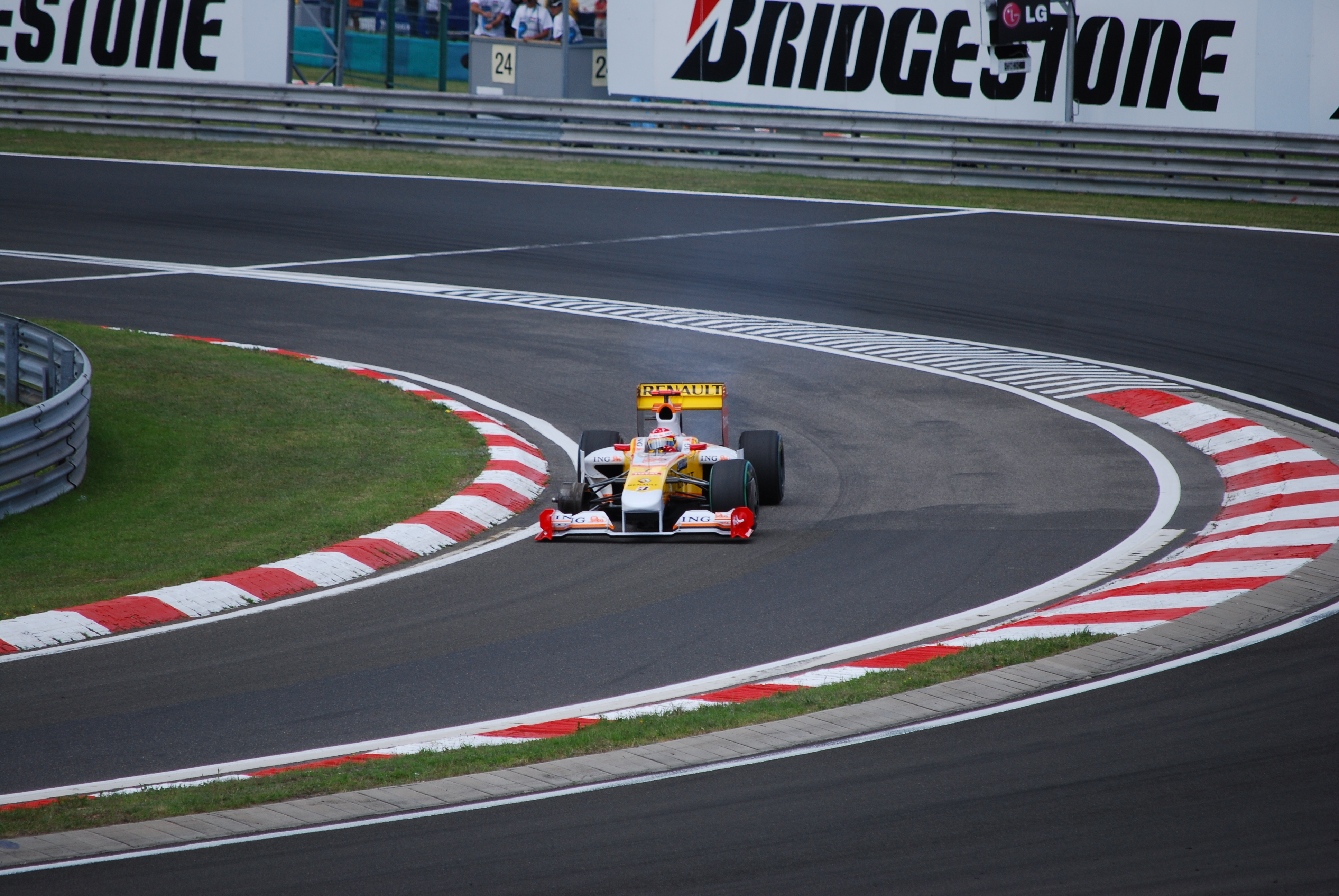
Fernando Alonso podczas zjazdu do alei serwisowej w trakcie wyścigu

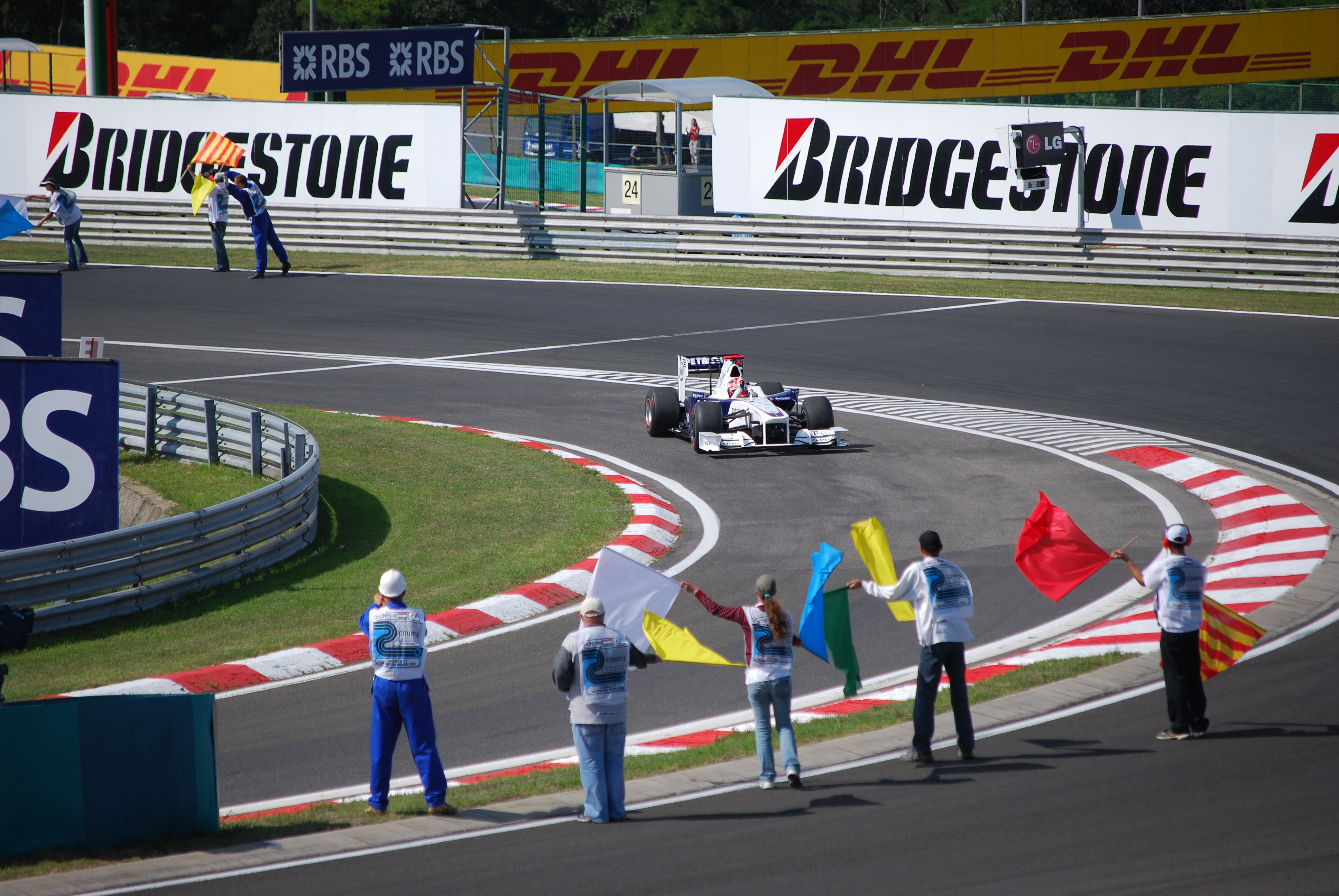
Robert Kubica po zajęciu trzynastego miejsca w wyścigu

| P                                                     | + / –     | Nr | Kierowca             | Konstruktor          | Okr. | Czas / Strata | Komentarz    |
| ----------------------------------------------------- | --------- | -- | -------------------- | -------------------- | ---- | ------------- | ------------ |
| 1                                                     | 3         | 1  | Lewis Hamilton       | McLaren-Mercedes     | 70   | 1h38:23.876   |              |
| 2                                                     | 5         | 4  | Kimi Räikkönen       | Ferrari              | 70   | +0:11.529     |              |
| 3                                                     | Bez zmian | 14 | Mark Webber          | Red Bull-Renault     | 70   | +0:16.886     |              |
| 4                                                     | 1         | 16 | Nico Rosberg         | Williams-Toyota      | 70   | +0:26.967     |              |
| 5                                                     | 1         | 2  | Heikki Kovalainen    | McLaren-Mercedes     | 70   | +0:34.392     |              |
| 6                                                     | 7         | 10 | Timo Glock           | Toyota               | 70   | +0:35.237     |              |
| 7                                                     | 1         | 22 | Jenson Button        | Brawn-Mercedes       | 70   | +0:55.088     |              |
| 8                                                     | 3         | 9  | Jarno Trulli         | Toyota               | 70   | +1:08.172     |              |
| 9                                                     | Bez zmian | 17 | Kazuki Nakajima      | Williams-Toyota      | 70   | +1:08.774     |              |
| 10                                                    | 2         | 23 | Rubens Barrichello   | Brawn-Mercedes       | 70   | +1:09.256     |              |
| 11                                                    | 4         | 6  | Nick Heidfeld        | BMW Sauber           | 70   | +1:10.612     |              |
| 12                                                    | 2         | 8  | Nelson Piquet Jr.    | Renault              | 70   | +1:11.512     |              |
| 13                                                    | 5         | 5  | Robert Kubica        | BMW Sauber           | 70   | +1:14.046     |              |
| 14                                                    | 2         | 21 | Giancarlo Fisichella | Force India-Mercedes | 69   | +1 okr.       |              |
| 15                                                    | 4         | 11 | Jaime Alguersuari    | Toro Rosso-Ferrari   | 69   | +1 okr.       |              |
| 16                                                    | 6         | 12 | Sébastien Buemi      | Toro Rosso-Ferrari   | 69   | +1 okr.       |              |
| Niesklasyfikowani                                     |           |    |                      |                      |      |               |              |
|                                                       |           | 15 | Sebastian Vettel     | Red Bull-Renault     | 29   |               | zawieszenie  |
|                                                       |           | 7  | Fernando Alonso      | Renault              | 15   |               | pompa paliwa |
|                                                       |           | 20 | Adrian Sutil         | Force India-Mercedes | 1    |               | silnik       |
| Nie wystartowali / niedopuszczeni do ponownego startu |           |    |                      |                      |      |               |              |
|                                                       |           | 3  | Felipe Massa         | Ferrari              | 0    |               | [ 2 ]        |
| P                                                     | + / –     | Nr | Kierowca             | Konstruktor          | Okr. | Czas / Strata | Komentarz    |

### Najszybsze okrążenie
| Nr | Kierowca    | Konstruktor      | Czas     | Okr. |
| -- | ----------- | ---------------- | -------- | ---- |
| 14 | Mark Webber | Red Bull-Renault | 1:21.931 | 65   |

## Lista startowa
| Nr | Kierowca             | Zespół                       | Samochód          | Silnik               | Opony |
| -- | -------------------- | ---------------------------- | ----------------- | -------------------- | ----- |
| 1  | Lewis Hamilton       | Vodafone McLaren Mercedes    | McLaren MP4-24    | Mercedes-Benz FO108W | B     |
| 2  | Heikki Kovalainen    | Vodafone McLaren Mercedes    | McLaren MP4-24    | Mercedes-Benz FO108W | B     |
| 3  | Felipe Massa         | Scuderia Marlboro Ferrari    | Ferrari F60       | Ferrari 056          | B     |
| 4  | Kimi Räikkönen       | Scuderia Marlboro Ferrari    | Ferrari F60       | Ferrari 056          | B     |
| 5  | Robert Kubica        | BMW Sauber F1 Team           | BMW F1.09         | BMW P86/9            | B     |
| 6  | Nick Heidfeld        | BMW Sauber F1 Team           | BMW F1.09         | BMW P86/9            | B     |
| 7  | Fernando Alonso      | ING Renault F1 Team          | Renault R29       | Renault RS27-2009    | B     |
| 8  | Nelson Piquet Jr.    | ING Renault F1 Team          | Renault R29       | Renault RS27-2009    | B     |
| 9  | Jarno Trulli         | Panasonic Toyota Racing      | Toyota TF109      | Toyota RVX-09        | B     |
| 10 | Timo Glock           | Panasonic Toyota Racing      | Toyota TF109      | Toyota RVX-09        | B     |
| 11 | Jaime Alguersuari    | Scuderia Toro Rosso          | Toro Rosso STR04  | Ferrari 056          | B     |
| 12 | Sébastien Buemi      | Scuderia Toro Rosso          | Toro Rosso STR04  | Ferrari 056          | B     |
| 14 | Mark Webber          | Red Bull Racing              | Red Bull RB5      | Renault RS27-2009    | B     |
| 15 | Sebastian Vettel     | Red Bull Racing              | Red Bull RB5      | Renault RS27-2009    | B     |
| 16 | Nico Rosberg         | AT&T WilliamsF1 Team         | Williams FW31     | Toyota RVX-09        | B     |
| 17 | Kazuki Nakajima      | AT&T WilliamsF1 Team         | Williams FW31     | Toyota RVX-09        | B     |
| 20 | Adrian Sutil         | Force India Formula One Team | Force India VJM02 | Mercedes-Benz FO108W | B     |
| 21 | Giancarlo Fisichella | Force India Formula One Team | Force India VJM02 | Mercedes-Benz FO108W | B     |
| 22 | Jenson Button        | Brawn GP Formula One Team    | Brawn BGP 001     | Mercedes-Benz FO108W | B     |
| 23 | Rubens Barrichello   | Brawn GP Formula One Team    | Brawn BGP 001     | Mercedes-Benz FO108W | B     |
| Nr | Kierowca             | Zespół                       | Samochód          | Silnik               | Opony |

## Klasyfikacja po wyścigu

### Kierowcy
| P  | +/− | Kierowca             | Starty | Punkty | P1 | P2 | P3 | PP | NO | NS |
| -- | --- | -------------------- | ------ | ------ | -- | -- | -- | -- | -- | -- |
| 1  | 0   | Jenson Button        | 10     | 70     | 6  | -  | 1  | 4  | 2  | -  |
| 2  | +1  | Mark Webber          | 10     | 51,5   | 1  | 3  | 2  | 1  | 1  | -  |
| 3  | −1  | Sebastian Vettel     | 10     | 47     | 2  | 2  | 1  | 3  | 1  | 2  |
| 4  | 0   | Rubens Barrichello   | 10     | 44     | -  | 3  | 1  | -  | 2  | 1  |
| 5  | +2  | Nico Rosberg         | 10     | 25,5   | -  | -  | -  | -  | 1  | -  |
| 6  | 0   | Jarno Trulli         | 10     | 22,5   | -  | -  | 2  | 1  | 1  | 2  |
| 7  | −2  | Felipe Massa         | 9      | 22     | -  | -  | 1  | -  | 1  | 2  |
| 8  | +3  | Lewis Hamilton       | 10     | 19     | 1  | -  | -  | -  | -  | -  |
| 9  | +1  | Kimi Räikkönen       | 10     | 18     | -  | 1  | 1  | -  | -  | 2  |
| 10 | −2  | Timo Glock           | 10     | 16     | -  | -  | 1  | -  | -  | -  |
| 11 | −2  | Fernando Alonso      | 10     | 13     | -  | -  | -  | 1  | 1  | 1  |
| 12 | +1  | Heikki Kovalainen    | 10     | 9      | -  | -  | -  | -  | -  | 5  |
| 13 | −1  | Nick Heidfeld        | 10     | 6      | -  | 1  | -  | -  | -  | -  |
| 14 | 0   | Sébastien Buemi      | 10     | 3      | -  | -  | -  | -  | -  | 2  |
| 15 | 0   | Robert Kubica        | 10     | 2      | -  | -  | -  | -  | -  | 2  |
| 16 | 0   | Sébastien Bourdais   | 9      | 2      | -  | -  | -  | -  | -  | 3  |
| 17 | 0   | Giancarlo Fisichella | 10     | -      | -  | -  | -  | -  | -  | 1  |
| 18 | +2  | Kazuki Nakajima      | 10     | -      | -  | -  | -  | -  | -  | 3  |
| 19 | −1  | Adrian Sutil         | 10     | -      | -  | -  | -  | -  | -  | 2  |
| 20 | −1  | Nelson Piquet Jr.    | 10     | -      | -  | -  | -  | -  | -  | 2  |
| 21 | N   | Jaime Alguersuari    | 1      | -      | -  | -  | -  | -  | -  | -  |
| P  | +/− | Kierowca             | Starty | Punkty | P1 | P2 | P3 | PP | NO | NS |

### Konstruktorzy
| P  | +/− | Konstruktor          | Starty | Punkty | P1 | P2 | P3 | PP | NO | NS |
| -- | --- | -------------------- | ------ | ------ | -- | -- | -- | -- | -- | -- |
| 1  | 0   | Brawn-Mercedes       | 20     | 114    | 6  | 3  | 2  | 4  | 4  | 1  |
| 2  | 0   | Red Bull-Renault     | 20     | 98,5   | 3  | 5  | 3  | 4  | 2  | 2  |
| 3  | +1  | Ferrari              | 19     | 40     | -  | 1  | 2  | -  | 1  | 4  |
| 4  | −1  | Toyota               | 20     | 38,5   | -  | -  | 3  | 1  | 1  | 2  |
| 5  | +1  | McLaren-Mercedes     | 20     | 28     | 1  | -  | -  | -  | -  | 5  |
| 6  | −1  | Williams-Toyota      | 20     | 25,5   | -  | -  | -  | -  | 1  | 3  |
| 7  | 0   | Renault              | 20     | 13     | -  | -  | -  | 1  | 1  | 3  |
| 8  | 0   | BMW Sauber           | 20     | 8      | -  | 1  | -  | -  | -  | 2  |
| 9  | 0   | Toro Rosso-Ferrari   | 20     | 5      | -  | -  | -  | -  | -  | 5  |
| 10 | 0   | Force India-Mercedes | 20     | -      | -  | -  | -  | -  | -  | 3  |
| P  | +/− | Konstruktor          | Starty | Punkty | P1 | P2 | P3 | PP | NO | NS |

### Waga bolidów
| Waga poszczególnych bolidów przed wyścigiem |
| ------------------------------------------- |
|                                             |

### Prowadzenie w wyścigu
| Nr                              | Kierowca          | Okrążenia    | Suma |
| ------------------------------- | ----------------- | ------------ | ---- |
| 1                               | Lewis Hamilton    | 12-20, 22-70 | 58   |
| 7                               | Fernando Alonso   | 1-11         | 11   |
| 2                               | Heikki Kovalainen | 21           | 1    |
| \| Wykres \| \| ------ \| \| \| |                   |              |      |
| Wykres                          |                   |              |      |
|                                 |                   |              |      |